# Robert Palfrader

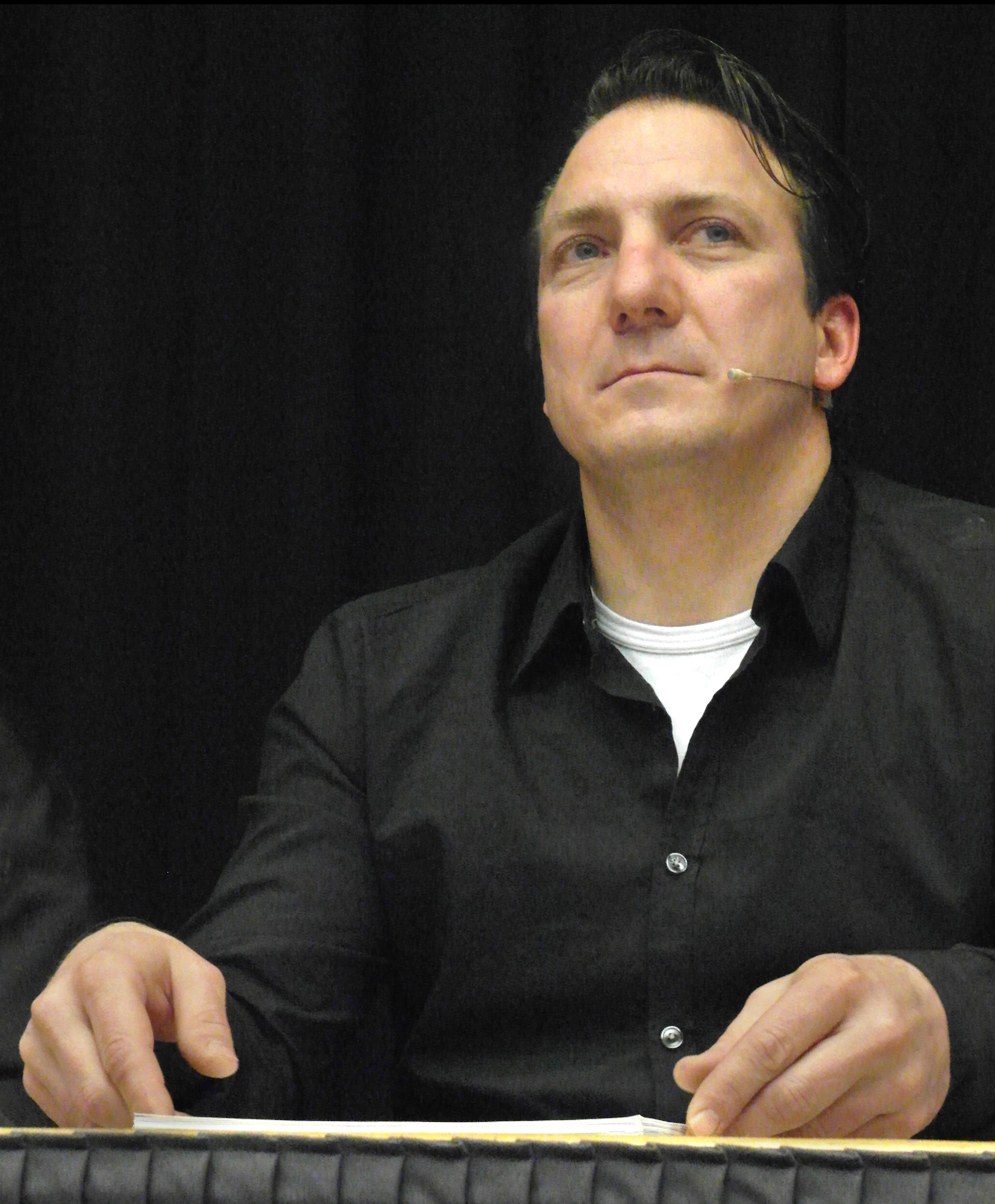
Robert Palfrader (2011)

Robert Heinrich Palfrader (* 11. November 1968 in Wien) ist ein österreichischer Kabarettist, Schauspieler und Autor. Bekannt wurde er durch die Verkörperung der fiktiven Figur Kaiser Robert Heinrich I. in der Satire-Show Wir sind Kaiser.

## Leben
Robert Palfrader arbeitete mit Anfang 20 als Chef de Rang im Wiener Hotel Marriott. Später betrieb er das Café Torberg in der Josefstadt, wobei die Ansiedelung im Gastgewerbe in seiner Familie Tradition hat, da Palfraders Mutter bzw. Geschwister einen Würstelstand im 22. Wiener Bezirk Donaustadt besitzen. Über seinen Südtiroler Vater, der aus St. Vigil stammt, sind die Skiprofis Manuela und Manfred Mölgg Cousine und Cousin von Palfrader.
Palfrader war als Moderator bei Wien 1 und als Autor, Gestalter und Darsteller der Sendung Die kranken Schwestern des ORF tätig. Außerdem arbeitete er als Redakteur der ORF-Sendung Champion. An der Seite von Dodo Roscic führte er zusätzlich am 6. Mai 2004 durch die Top Spot Gala. Gemeinsam mit Marion Mitterhammer, Oliver Baier und anderen stand er von Jänner bis April 2007 im Wiener Rabenhof Theater im Stück Galanacht von und mit Werner Schneyder auf der Bühne.

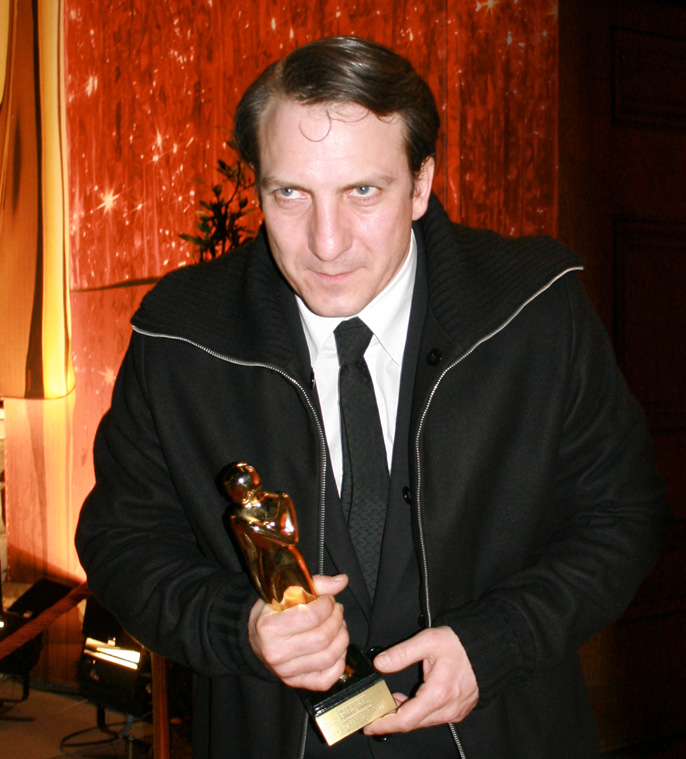
Gewinner einer Romy für „Wir sind Kaiser“, Wien 2008

Danach ist er unter anderem in den Comedysendungen echt fett, Undercover und Die liebe Familie NG aufgetreten. 2007 startete seine Comedy-Talkshow Wir sind Kaiser, für die er 2008 und 2010 eine Goldene Romy erhielt. 2008 war er in der letzten Folge der Fernsehserie Trautmann in der Rolle des Täters zu sehen. Im selben Jahr spielte er am Volkstheater den Oskar in Ödön von Horváths Geschichten aus dem Wiener Wald. Gemeinsam mit Florian Scheuba präsentierte er Ende desselben Jahres das Kabarettprogramm Männer fürs Grobe.
2010 spielte er im Fernsehfilm Tante Herthas Rindsrouladen erstmals eine Hauptrolle und am Volkstheater die Titelrolle in Liliom von Ferenc Molnár. Seit einigen Jahren ist er als Texter und Konzeptionist bei diversen Werbeagenturen tätig. Am 16. April 2011 erhielt Robert Palfrader seine vierte Romy. In der 2012 erschienenen Serie Braunschlag von David Schalko spielt er den Bürgermeister Gerhard Tschach einer kleinen, hochverschuldeten Gemeinde. Für diese Rolle wurde Palfrader als bester Hauptdarsteller am US-amerikanischen Filmfestival Indie Fest ausgezeichnet. In der 2013 erschienenen Kino-Kriminalkomödie Dampfnudelblues spielte er den allseits unbeliebten Schuldirektor Höpfl, in Gerhard Polts Film Und Äktschn! den „Martin Bormann“.
2011 bis 2017 war Robert Palfrader mit Florian Scheuba und Thomas Maurer einer der drei 'Staatskünstler' in der Serie Wir Staatskünstler. Im Jänner 2018 präsentierte er sein erstes Solokabarett mit dem Titel Allein im Wiener Rabenhof Theater.
Palfrader ist auch als Synchronsprecher tätig. So synchronisiert er seit 2020 für den Sender ORF 1 die Figur Homer Simpson in der Zeichentrickserie Die Simpsons in österreichischem Bairisch.
Palfrader ist Teil der Kabarettist:innen for Future und sprach sich für Solidarität mit der Letzten Generation und der Wissenschaft aus. Im Mai 2023 unterstützte er eine Straßenblockade der Letzten Generation, indem er als Mediator gegenüber aufgebrachten Autofahrern und Protestierenden fungierte.
2024 veröffentlichte er mit Ein paar Leben später seinen Debütroman über seine Südtiroler Vorfahren. Im März 2024 feierte er mit Ein bisschen trallalala, einer Hommage an Fritzi Massary und Max Pallenberg, gemeinsam mit Ruth Brauer-Kvam an der Volksoper Wien Premiere.
Seit November 2024 moderiert Robert Palfrader zusammen mit dem Journalisten Thomas Hangweyrer den Podcast "Hangweyrer & Palfrader", der wöchentlich erscheint.
Robert Palfrader ist Vater eines Sohns und einer Tochter.

## Filmografie
- 2003–2007: Echt Fett (Fernsehserie)
- 2005: Undercover (Fernsehserie)
- 2007: Vier Frauen und ein Todesfall – Episode Rattengift
- 2007: Oben ohne – Leiche im Haus (Fernsehserie)
- 2007: Die liebe Familie – Next Generation (Fernsehserie)
- 2008: Trautmann – Die Hanno-Herz-Story
- 2010: Tante Herthas Rindsrouladen
- 2011: Vitasek?
- 2011: Wir Staatskünstler
- 2011: Schnell ermittelt – Gordana Hannbaum (Fernsehserie)
- 2011: Wie man Leben soll
- 2012: Braunschlag (Fernsehserie)
- 2013: CopStories – Zund
- 2013: Dampfnudelblues
- 2013: Und Äktschn!
- 2013: Bad Fucking
- 2013: Die Eiskönigin – Völlig unverfroren (Frozen, Stimme)
- 2014: Landkrimi – Die Frau mit einem Schuh
- 2014: Boͤsterreich (Fernsehserie)
- seit 2015: Der Metzger (Filmreihe)
- 2015: Der Kriminalist – Der Spieler
- 2015: Altes Geld (Fernsehserie)
- 2015: Sedwitz (TV-Serie)
- 2015: Einmal Hallig und zurück (Fernsehfilm)
- 2015: Mein Schwiegervater, der Stinkstiefel
- 2016: Pregau – Kein Weg zurück (Fernsehfilm)
- 2016: Nachtschicht – Der letzte Job (Filmreihe)
- 2016: Tatort – Mia san jetz da wo’s weh tut
- 2016: Seit Du da bist
- 2016: Landkrimi – Endabrechnung
- 2016: Das Sacher
- 2017: Die Hölle – Inferno
- 2017: Anna Fucking Molnar
- 2017: Hubert und Staller – Der Winter kommt
- 2018: Bier Royal
- 2018: Gorilla Thrilla (Animations-Kurzfilm, Stimme)
- 2019: Walking on Sunshine (Fernsehserie)
- 2020: Alles wird gut
- 2022: Sing – Die Show deines Lebens (Stimme)
- 2022: Totenfrau (Fernsehserie)
- 2022: Joe der Film
- 2024: Kafka (Fernsehserie)
- 2024: Servus, Euer Ehren – Endlich Richterin (Fernsehfilm)

## Publikationen
- 2024: Ein paar Leben später, Roman, Carl Ueberreuter Verlag, Wien 2024, ISBN 978-3-8000-7858-5.[5]